# 长岩站
長岩站（：／ Jangam yeok */?）是首爾地鐵7號線的起點車站，位於韓國京畿道議政府市長岩洞，站體與道峰車輛基地共構。
本站最初並不在7號線的路網計劃中，原先規劃是以最近的議政府輕軌鉢谷站投入服務；但後來為了方便當地居民往來首爾市區，便決定於道峰車輛基地內直接設置一站。過去附近除了垃圾處理場外沒有其他的大眾服務設施，因此人煙稀少；然而現今車站周邊的環境業已經過清理，並於2009年起陸續啟用新建的停車場與公車轉運站。

## 車站構造
站體為單邊側式月台的地面車站，候車月台設有月台幕門，僅設1處出口。

### 月台配置
| 起終點站 |
| 下       |
| ↓ 道峰山 |

| 月台 | 路線           | 目的地                                         |
| ---- | -------------- | ---------------------------------------------- |
| 下行 | ●首爾地鐵7號線 | 道峰山、上鳳、光明十字路口、富平區廳、石南方向 |

## 歷史
- 1996年10月11日：落成啟用。

## 車站周邊
- 道峰車輛基地
- 道峰山（朝鲜语：도봉산）
- 水落山（朝鲜语：수락산）
- 道峰高校
- 首爾外環高速公路議政府交流道

## 圖片

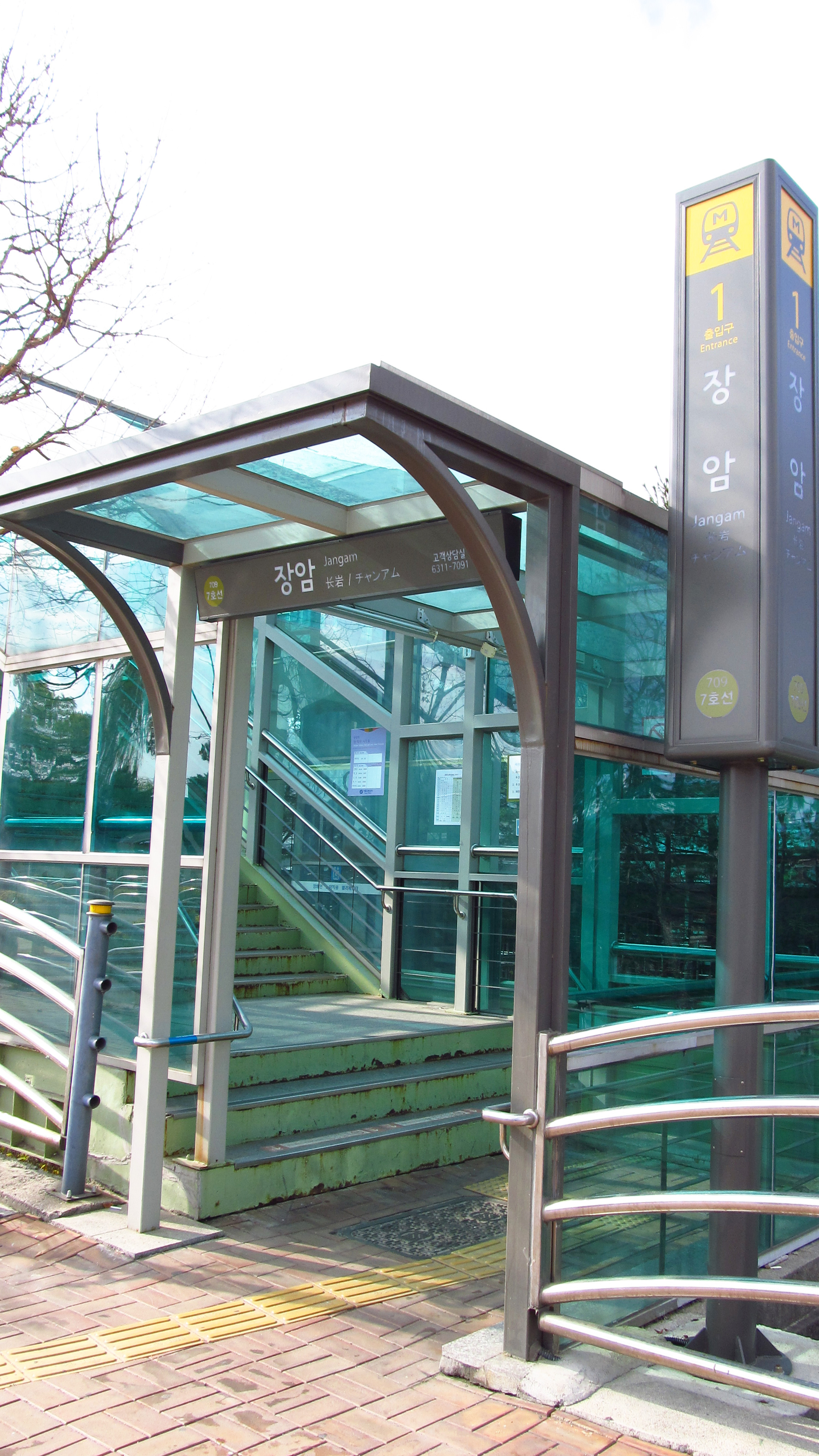
1號出口
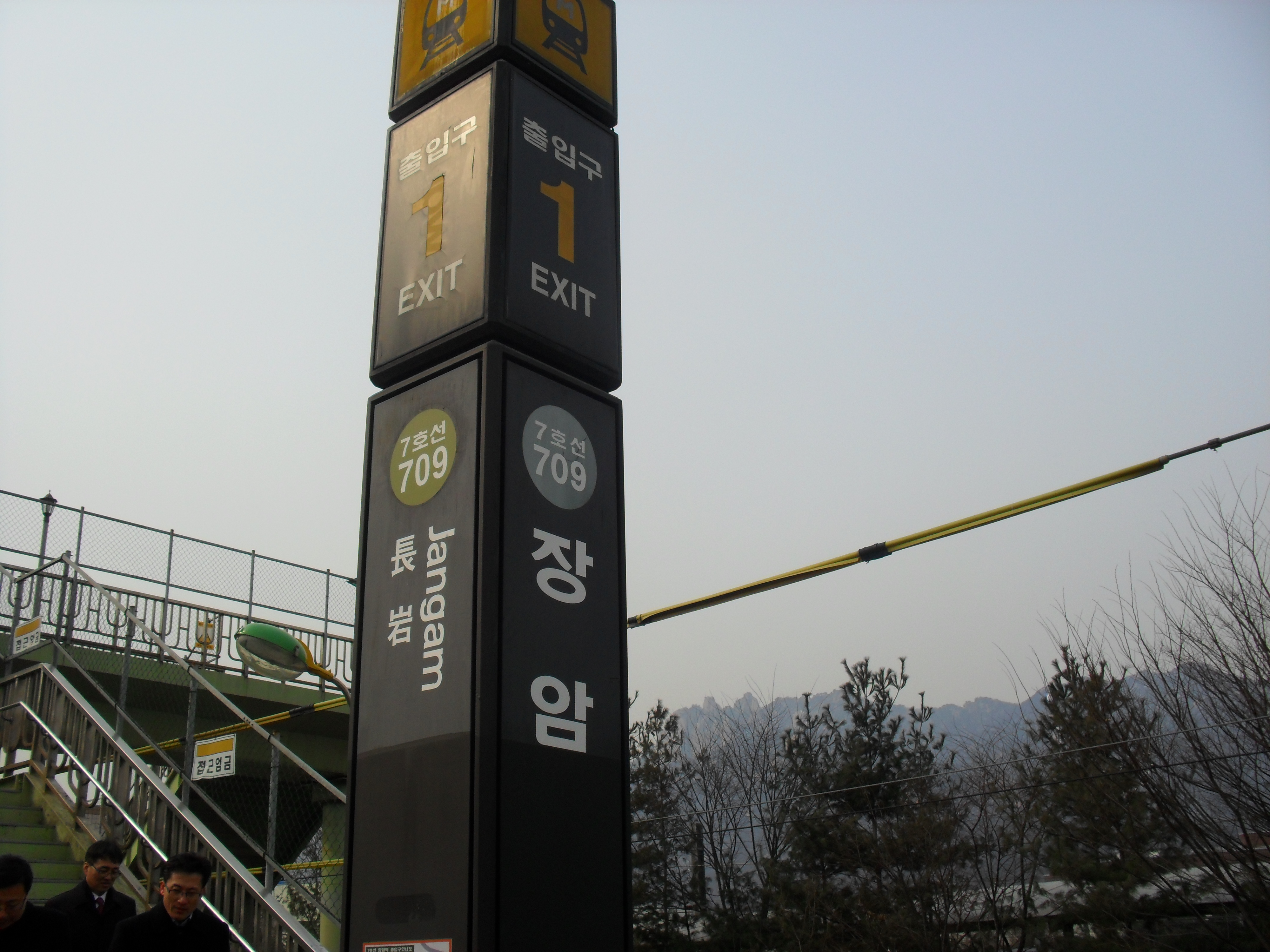
側柱站牌
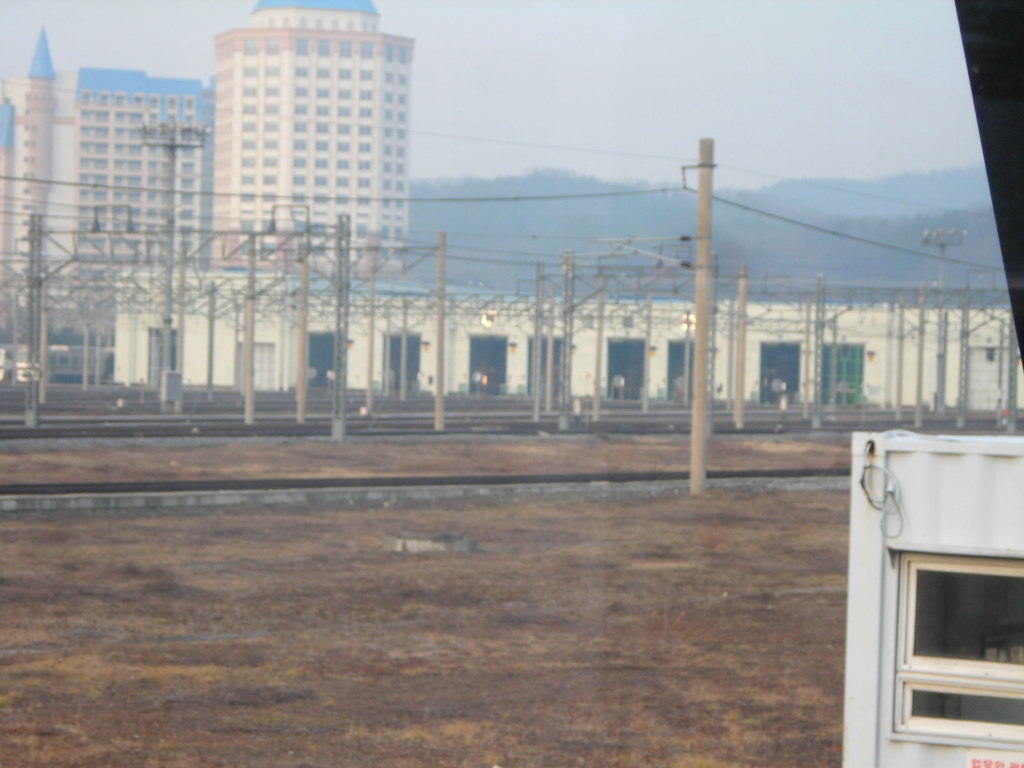
道峰機廠

## 相鄰車站
首爾交通公社
●首爾地鐵7號線
長岩（709）－道峰山（710）